# Receptor adrenérgico beta 2

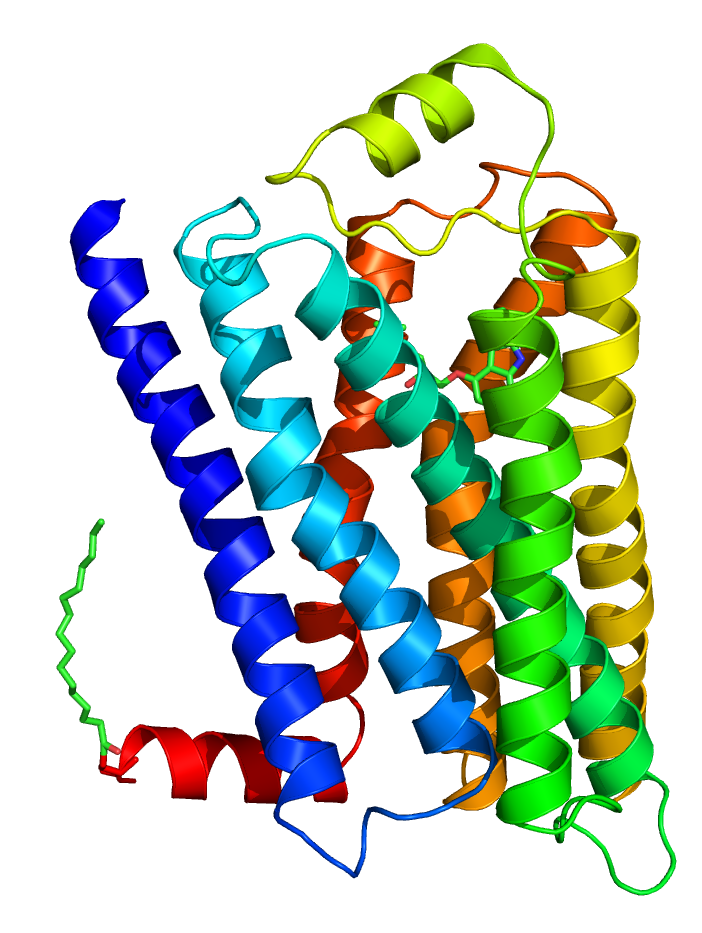
Estructura cristalina del receptor beta-2 adrenérgico (ADRB2) con su agonista inverso carazolol.

El receptor adrenérgico beta 2 (ADRB2), también conocido como adrenoreceptor β2, es una proteína integral de membrana que actúa como receptor beta adrenérgico. El término también denota al gen que codifica al receptor.

## Gen
El gen que codifica al receptor β2 se encuentra en el cromosoma 5, en una región muy cercana al sitio de codificación del receptor adrenérgico alfa 1. Los diferentes polimorfismos, mutaciones puntuales y/o regulaciones genéticas del gen ADRB2 se encuentran asociados a la aparición del asma, obesidad y diabetes tipo 2. El gen ADRB2 no posee intrones.

## Función
Algunas de las acciones de los receptores adrenérgicos β2 incluyen:
Proteína Gs estimula la adenilato ciclasa que esto con lleva el aumento de AMPc y activación de PKA (proteína quinasa A).

### Sistema muscular
| Efecto                         | Efecto | Función |
| ------------------------------ | --- | --- |
| Relajación del músculo liso en | útero | Efecto Tocolítico |
| Relajación del músculo liso en | tracto gastrointestinal (disminuye la motilidad)                                                                              | Retarda la digestión durante respuesta pelea o huida                                                                       |
| Relajación del músculo liso en | músculo detrusor de la pared de la vejiga Este efecto es más fuerte que el efecto contráctil del receptor adrenérgico alfa 1. | Aumenta el llenado de la vejiga, por la relajación del músculo detrusor. (para la micción será necesario que se contraiga) |
| Relajación del músculo liso en | conducto eyaculador | |
| Relajación del músculo liso en | bronquio | Facilita la respiración (agonistas pueden ser útiles en el tratamiento del asma)                                           |
| - vasos sanguíneos             | vasodilatador de arteria coronaria                                                                                            | Aumenta la perfusión a los órganos necesarios en eventos de estrés                                                         |
| - vasos sanguíneos             | dilata arteria hepática | |
| - vasos sanguíneos             | arterias del músculo esquelético(vasodilatación) reduce la resistencia vascular periférica                                    | |
| músculo estriado               | Temblor | |
| músculo estriado               | Aumento en masa y la velocidad de contracción                                                                                 | Pelea o huida |
| músculo estriado               | glucogenólisis | Disponibilidad de glucosa                                                                                                  |

## Agonistas
Algunos agonistas selectivos por el receptor β2 incluyen: 
- Relajante muscular en casos de asma y enfermedad pulmonar obstructiva crónica
  - Salbutamol (albuterol)
  - Bitolterol (inhalador)[7]
  - Clenbuterol
  - Fenoterol
  - Formoterol
  - Indacaterol
  - Isoproterenol
  - Levalbuterol
  - Metaproterenol
  - Olodaterol
  - Salmeterol
  - Terbutalina
  - Vilanterol
- Ritodrina

## Antagonistas
- Butoxamina (selectivo)[4]
- Propranolol (antihipertensivo)